# Paul McKenna (Fußballspieler)
Paul Stephen McKenna (* 20. Oktober 1977 in Chorley, Lancashire) ist ein englischer Fußballspieler, der bis 2013 bei Hull City unter Vertrag stand.

## Sportlicher Werdegang

### Preston North End
Geboren in Chorley, wechselte Paul McKenna schnell zu seinem Heimatverein Preston North End. Dort durchlief er von 1992 bis 1997 diverse Jugendmannschaften, bis er 1997 bei der Profimannschaft des englischen Drittligisten einen Vertrag unterschrieb. McKenna konnte sich in Preston schnell als Stammspieler durchsetzen und schaffte mit seiner Mannschaft in der Saison 1999/2000 den Aufstieg in die zweithöchste englische Spielklasse. Dort konnte sich Preston North End auch nach Einführung der Football League Championship als zweithöchste englische Liga behaupten. Von 2004 bis 2006 wurde die Mannschaft von Preston North End vom schottischen Trainer Billy Davies trainiert, der seinen Kapitän zur Saison 2009/10 zu seinem neuen Verein Nottingham Forest holte.

### Nottingham Forest
Paul McKenna unterschrieb im Juli 2009 einen Dreijahresvertrag in Nottingham und wechselte für eine Ablösesumme von ca. 750.000 Pfund zu Forest. Obwohl McKenna damit das erste Mal in seiner Profikarriere zu einem anderen Verein wechselte, wurde er auch in seinem neuen Verein zum Mannschaftskapitän berufen. In der Saison 2009/10 konnte sich McKenna schnell als Stammspieler profilieren und absolvierte 37 Ligaspiele. Sein einziger Saisontreffer gelang ihm ausgerechnet in der Partie gegen seinen ehemaligen Verein Preston North End. Forest erreichte am Saisonende einen dritten Tabellenplatz hinter Newcastle United und West Bromwich Albion und verpasste den Aufstieg in der ersten Play-off-Runde gegen den späteren Aufsteiger FC Blackpool nur knapp. Nach einem weiteren knapp verpassten Aufstieg in der Football League Championship 2010/11 wurde Trainer Billy Davies in Nottingham entlassen. Nach der Ablösung seines Förderers bat McKenna um seine Vertragsauflösung und wechselte nach der Bewilligung zum Ligarivalen Hull City.

### Hull City
Am 1. Juli 2011 unterschrieb Paul McKenna einen Zweijahresvertrag bei seinem neuen Verein.